# Ślepota śnieżna

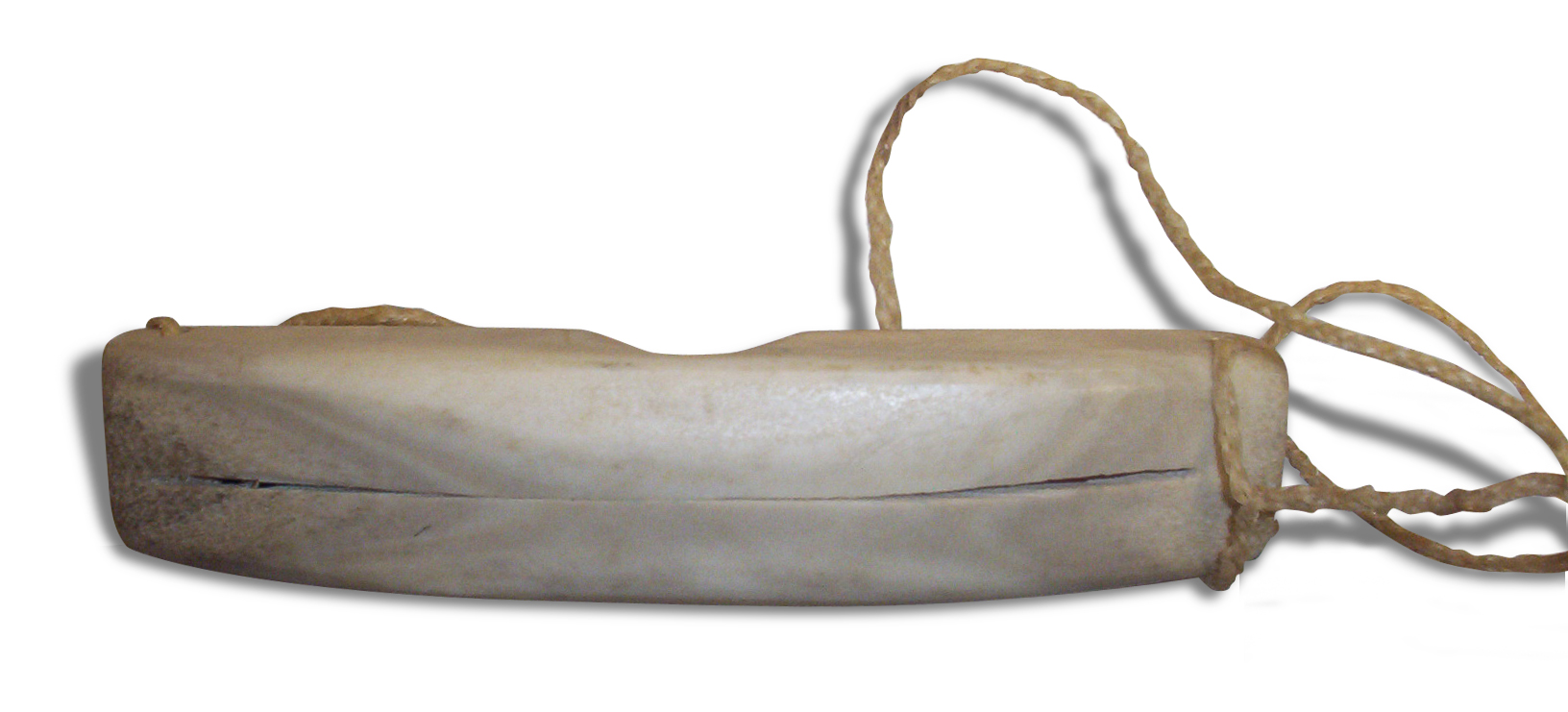
Tradycyjna, wykonana z kości i ścięgien karibu osłona oczu Inuitów, zmniejszająca ilość światła dostającą się do oczu

Ślepota śnieżna – ostre zapalenie spojówek i nabłonka rogówki wywołane ekspozycją na promieniowanie ultrafioletowe.
Ślepota śnieżna powstaje w warunkach silnego nasłonecznienia, np. podczas długiego przebywania na śniegu lub na plaży. Może być przejściowa lub trwała.
Stosowane są różnorodne techniki zapobiegania ślepocie śnieżnej. Do historycznych należą „okulary” sporządzane z opaski i zwisających z niej przed oczyma włókien. Współcześnie stosuje się okulary przeciwsłoneczne lub gogle.